# Királysikló
A királysikló (Lampropeltis getula) a hüllők (Reptilia) osztályának pikkelyes hüllők (Squamata) rendjébe, ezen belül a siklófélék (Colubridae) családjába tartozó faj.
A Lampropeltis kígyónem típusfaja.

## Előfordulása
A királysikló az Amerikai Egyesült Államok nagy részén, valamint Észak-Mexikóban és Alsó-Kaliforniában (Baja California) fordul elő. Az USA-ban a következő államokban lelhető fel: Alabama, Arizona, Arkansas, Kalifornia, Colorado egyes részei, Delaware, Florida, Georgia, Illinois dél és délnyugati részei, Indiana déli része, Iowa déli része, Kansas, Kentucky, Louisiana, Maryland, Mississippi, Missouri, Nebraska, Nevada déli és nyugati részei, New Jersey, Új-Mexikó, New York, Észak-Karolina, Ohio déli része, Oklahoma délkeleti része, Oregon déli része, Dél-Karolina, Tennessee, Texas, Utah déli része, Virginia és Nyugat-Virginia.

## Alfajai
A királysiklónak 7-8 alfaja van elismerve:
- kaliforniai királysikló (Lampropeltis getula californiae) (Blainville, 1835)
- Lampropeltis getula floridana Blanchard, 1919
- Lampropeltis getula getula (Linnaeus, 1766)
- Lampropeltis getula holbrooki Stejneger, 1902
- Lampropeltis getula nigra (Yarrow, 1882)
- Lampropeltis getula nigrita Zweifel & Norris, 1955
- Lampropeltis getula splendida (Baird & Girard, 1853)
- Lampropeltis getula meansi Krysko & Judd, 2006

A L. g. nigra nevű taxont, újabb rendszerezések szerint önálló faj, Lampropeltis nigra néven.

## Megjelenése
A kifejlett példány általában 51-197 centiméter hosszú; a méret alfajtól függően változó. A L. g. holbrooki a legkisebb, átlagos 91,5 centiméterrel, míg a legnagyobb a törzsalfaj, L. g. getula, átlagos 107 centiméteres hosszúsággal. A leghosszabb megmért példány 208,2 centiméteres volt. A kisebb alfajok 87,2 grammosak, míg a nagyobbak 2268 grammosak is lehetnek.
Habár a színezete, az árnyalatai és a minták alfajtól függően kissé eltérnek, mindegyiküknek fényes fekete, kékesfekete vagy talajszínű a háti része; rajta 23-52 fehér láncszemmel. A keleti partok mentén a fehér sávozások szélesebbek, míg a hegységekben vékonyabbak, vagy akár teljesen hiányozhatnak.
Keskeny fejének átmérője majdnem megegyezik a test átmérőjével, világos foltokkal tarkított, orra tompa végű. Az ajakpajzsok a legtöbb fajnál részben, vagy néha teljesen fehérek, vagy világossárgák.

## Életmódja
Főleg a nyílt térségeket kedveli, mint például a füves pusztákat, sivatagokat, alacsonyabb hegységeket és tölgyeseket, de az elhagyott farmokat és mocsaras területeket sem kerüli el. Szorítással öl, más kígyók mérgére immunis. Tápláléka főleg kígyókból, akár fajtársaiból is állhat – emiatt egy terráriumban, csak egyetlenegy példányt szabad tartani -; ezek mellett teknős tojásokat, gyíkokat, kétéltűeket és kisebb emlősöket is fogyaszt.

## Szaporodása
Tojásokkal szaporodik. A nőstény egy fészekaljba néhány tucatnyi tojást rak le. A kikelés 2-2,5 hónap után következik be. Az újonnan kikelt királysiklók élénk színűek és hamarosan gyíkokra, kígyókra és rágcsálókra vadásznak.

## Fogságban
Közkedvelt kígyófaj az állatkertekben és gyűjteményekben. Fogságban 25 évig, vagy ennél tovább is élhet.

## Képek különböző alfajokról

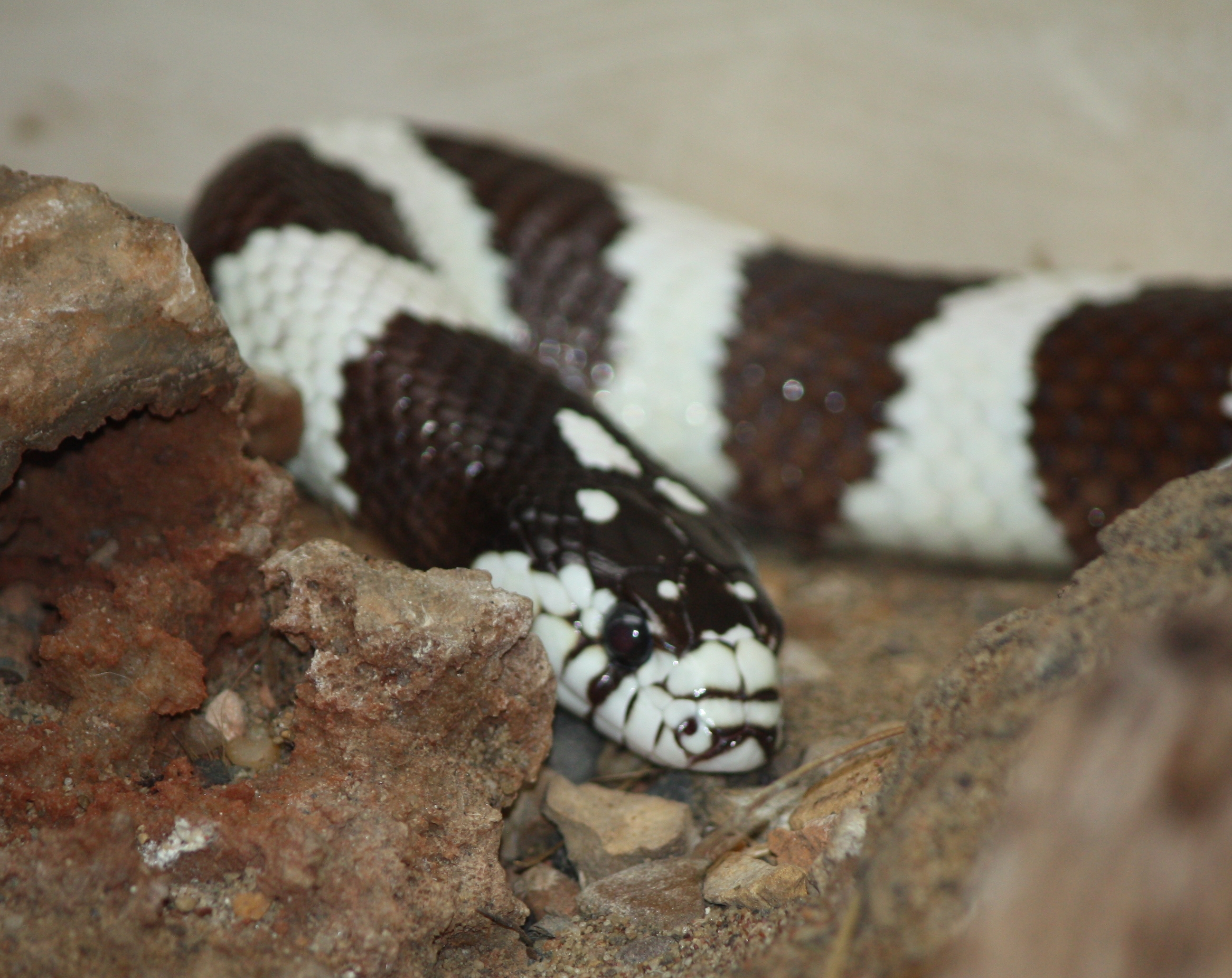
L. g. californiae
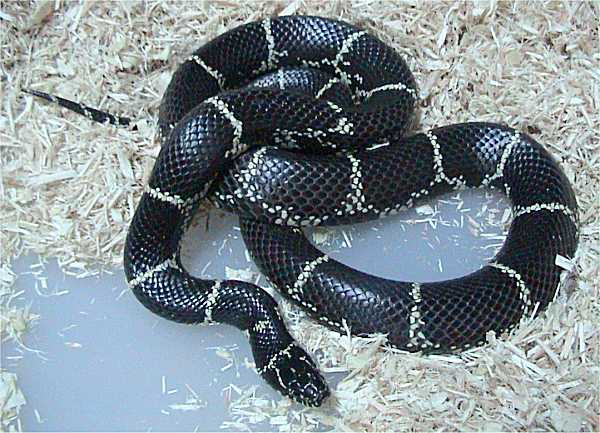
L. g. geyula
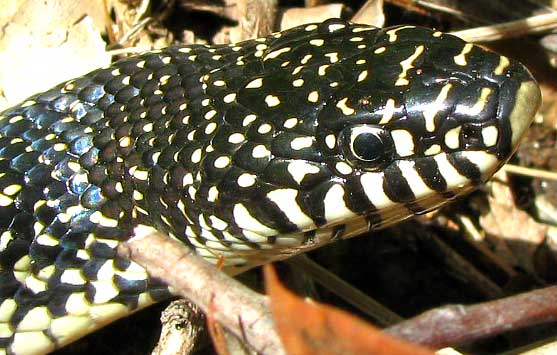
L. g. holbrooki
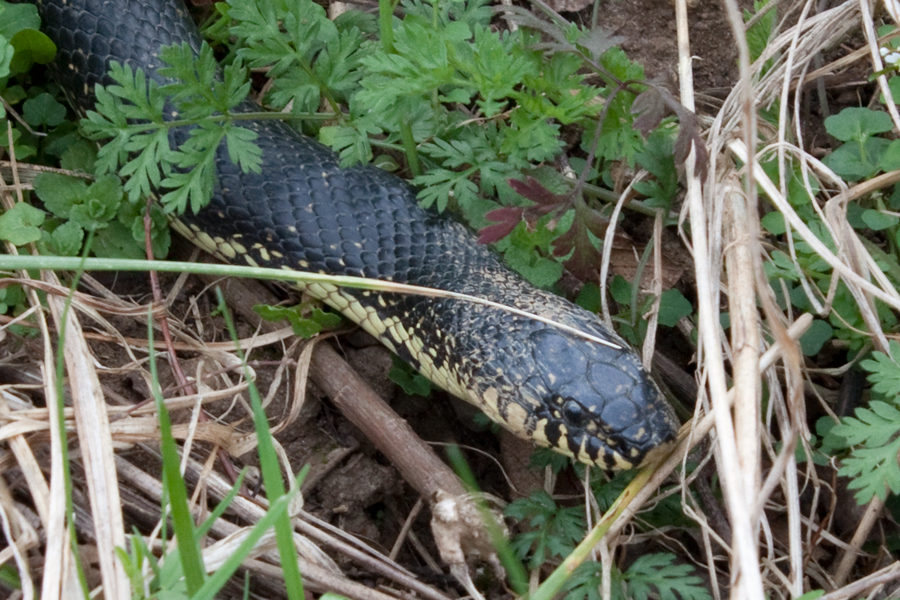
L. g. nigra
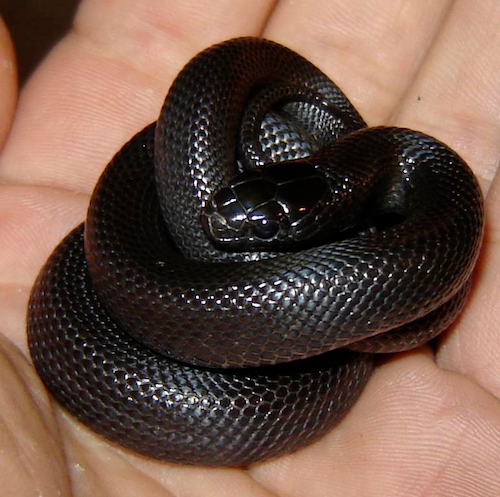
L. g. nigrita
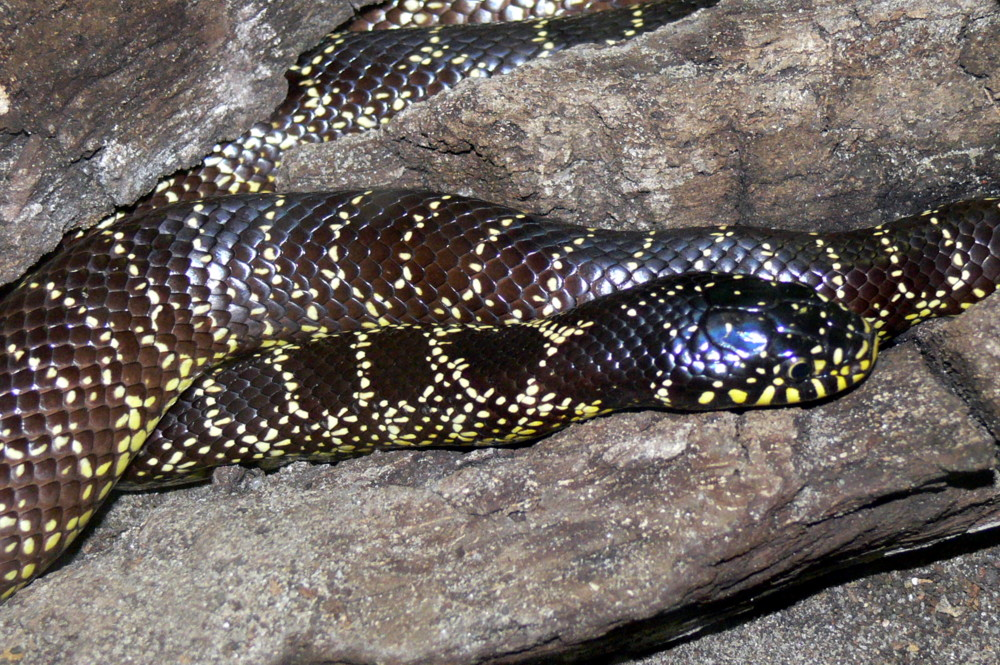
L. g. splendida

### Fordítás
- Ez a szócikk részben vagy egészben  a   Lampropeltis getula című angol Wikipédia-szócikk ezen változatának fordításán alapul.  Az eredeti cikk szerkesztőit annak laptörténete sorolja fel. Ez a jelzés csupán a megfogalmazás eredetét és a szerzői jogokat jelzi, nem szolgál a cikkben szereplő információk forrásmegjelöléseként.